# Garmin-Cervélo (equip femení)
El Garmin-Cervélo (codi UCI: CWT), conegut anteriorment com a Univega, Raleigh Lifeforce o Cervélo, va ser un equip ciclista femení britànic, que també va tenir abans llicència, suïssa, alemanya i neerlandesa. Creat al 2005, tenia categoria UCI Women's Team. Va desaparèixer després de la temporada de 2011 per manca de diners. Va estar vinculat als equips masculins Cervélo TestTeam i Garmin-Cervélo

## Principals resultats
- A les proves de la Copa del món:
  - Fletxa Valona femenina: Nicole Cooke (2006), Emma Pooley (2010)
  - Gran Premi Castella i Lleó: Nicole Cooke (2006)
  - L'hora d'or femenina: (2006)
  - Geelong World Cup: Nicole Cooke (2007)
  - Tour de Flandes femení: Nicole Cooke (2007)
  - Open de Suède Vårgårda TTT: (2008, 2009, 2010)
  - Tour de Berna femení: Kristin Armstrong (2009)
  - Copa del món ciclista femenina de Mont-real: Emma Pooley (2009)
  - Gran Premi de Plouay Bretagne: Emma Pooley (2009, 2010)
  - Volta a Nuremberg: Kirsten Wild (2009)
  - Gran Premi de la Vila de Valladolid: Charlotte Becker (2010)
  - Open de Suède Vårgårda: Kirsten Wild (2010)
  - Trofeu Alfredo Binda-Comune di Cittiglio: Emma Pooley (2011)
- Altres:
  - Gran Bucle femení: Priska Doppmann (2005), Nicole Cooke (2006, 2007), Christiane Soeder (2008), Emma Pooley (2009)
  - Volta a Turíngia femenina: Nicole Cooke (2006)
  - Giro d'Itàlia femení: Claudia Lichtenberg (2009)
  - Tour de l'Aude femení: Claudia Lichtenberg (2009), Emma Pooley (2010)
  - Emakumeen Bira: Claudia Lichtenberg (2010)

## Classificacions UCI

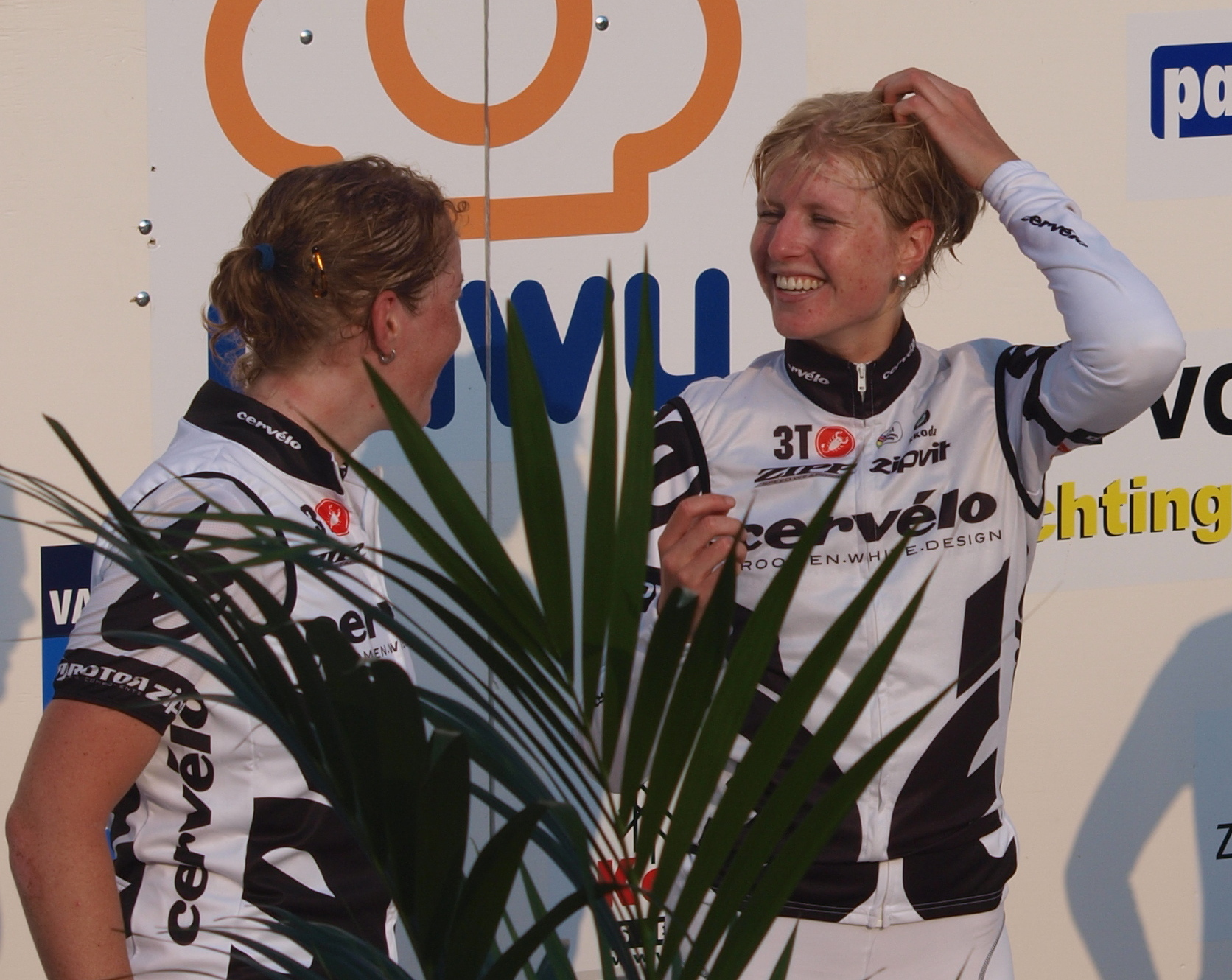
Kirsten Wild (esq) i Regina Bruins (dre) al 2009

Aquesta taula mostra la plaça de l'equip a la classificació de la Unió Ciclista Internacional a final de temporada i també la millor ciclista en la classificació individual de cada temporada.
| Temporada | Classificació per equips | Millor ciclista en la classificació individual |
| --------- | ------------------------ | ---------------------------------------------- |
| 2005      | 8è                       | Karin Thürig (16a)                             |
| 2006      | 1r                       | Nicole Cooke (1a)                              |
| 2007      | 3r                       | Nicole Cooke (2a)                              |
| 2008      | 3r                       | Christiane Soeder (8a)                         |
| 2009      | 1r                       | Kirsten Wild (2a)                              |
| 2010      | 1r                       | Kirsten Wild (3a)                              |
| 2011      | 4t                       | Emma Pooley (7a)                               |

Del 2005 al 2011 l'equip va participar en la Copa del món. Abans de la temporada 2006 no hi havia classificació per equips, i es mostra la millor ciclista en la classificació individual.
| Temporada | Classificació per equips | Millor ciclista en la classificació individual |
| --------- | ------------------------ | ---------------------------------------------- |
| 2005      | -                        | Priska Doppmann (31a)                          |
| 2006      | 1r                       | Nicole Cooke (1a)                              |
| 2007      | 1r                       | Nicole Cooke (2a)                              |
| 2008      | 4t                       | Kristin Armstrong (12a)                        |
| 2009      | 1r                       | Kirsten Wild (3a)                              |
| 2010      | 1r                       | Kirsten Wild (3a)                              |
| 2011      | 3r                       | Emma Pooley (6a)                               |

## Composició de l'equip
| \| Llista de l'equip 2008 \| Llista de l'equip 2008 \| Llista de l'equip 2008 \| Llista de l'equip 2008 \| \| Ciclista \| Data de naixement \| Equip previ \| \| \| -------------------------------------- \| ---------------------- \| ----------------------------------- \| ---------------------- \| \| Kristin Armstrong \| 11 de agost de 1973 \| Team Lipton (2007) \| \| \| Angela Betschart \| 22 de juliol de 1981 \| \| \| \| Priska Doppmann \| 10 de maig de 1971 \| Let's Go Finland (2004) \| \| \| Sarah Düster \| 10 de juliol de 1982 \| Therme Skin Care (2005) \| \| \| Joanne Kiesanowski (1 de gen–1 de abr) \| 24 de maig de 1979 \| Nobili Rubinetterie-Menikini (2005) \| \| \| Corinne Obergruber \| 13 de juliol de 1982 \| \| \| \| Emma Rickards \| 17 de novembre de 1973 \| Victory Brewing (2004) \| \| \| Carla Ryan (1 de juny–31 de des) \| 21 de setembre de 1985 \| \| \| \| Pascale Schnider \| 18 de octubre de 1984 \| \| \| \| Patricia Schwager \| 6 de desembre de 1983 \| ELK Haus Nö (2006) \| \| \| Christiane Soeder \| 15 de gener de 1975 \| \| \| \| Caroline Steffen \| 18 de setembre de 1978 \| \| \| \| Sabrina Teucher \| 22 de desembre de 1982 \| \| \| \| Karin Thürig \| 4 de juliol de 1972 \| \| \| \| Marija Tomic \| 23 de juny de 1987 \| \| \| \| \| \| \| \| \| Font: UCI \| \| \| \| |                        |                                     |  |
| Llista de l'equip 2008 |                        |                                     |  |
| Ciclista | Data de naixement      | Equip previ                         |  |
| Kristin Armstrong | 11 de agost de 1973    | Team Lipton (2007)                  |  |
| Angela Betschart | 22 de juliol de 1981   |                                     |  |
| Priska Doppmann | 10 de maig de 1971     | Let's Go Finland (2004)             |  |
| Sarah Düster | 10 de juliol de 1982   | Therme Skin Care (2005)             |  |
| Joanne Kiesanowski (1 de gen–1 de abr) | 24 de maig de 1979     | Nobili Rubinetterie-Menikini (2005) |  |
| Corinne Obergruber | 13 de juliol de 1982   |                                     |  |
| Emma Rickards | 17 de novembre de 1973 | Victory Brewing (2004)              |  |
| Carla Ryan (1 de juny–31 de des) | 21 de setembre de 1985 |                                     |  |
| Pascale Schnider | 18 de octubre de 1984  |                                     |  |
| Patricia Schwager | 6 de desembre de 1983  | ELK Haus Nö (2006)                  |  |
| Christiane Soeder | 15 de gener de 1975    |                                     |  |
| Caroline Steffen | 18 de setembre de 1978 |                                     |  |
| Sabrina Teucher | 22 de desembre de 1982 |                                     |  |
| Karin Thürig | 4 de juliol de 1972    |                                     |  |
| Marija Tomic | 23 de juny de 1987     |                                     |  |
| |                        |                                     |  |
| Font: UCI |                        |                                     |  |

| \| Llista de l'equip 2009 \| Llista de l'equip 2009 \| Llista de l'equip 2009 \| Llista de l'equip 2009 \| \| Ciclista \| Data de naixement \| Equip previ \| \| \| ------------------------------------ \| ---------------------- \| ----------------------------------------- \| ---------------------- \| \| Katharina Alberti \| 27 de maig de 1984 \| \| \| \| Kristin Armstrong \| 11 de agost de 1973 \| Team Lipton (2007) \| \| \| Émilie Aubry (1 de abr–31 de des) \| 16 de febrer de 1989 \| \| \| \| Regina Bruins \| 7 de octubre de 1986 \| Ton Van Bemmelen-Odysis (2008) \| \| \| Lieselot Decroix \| 12 de maig de 1987 \| Lotto-Belisol Ladiesteam (2008) \| \| \| Sandra Dietl \| 7 de setembre de 1983 \| Team Stuttgart (2008) \| \| \| Sarah Düster \| 10 de juliol de 1982 \| Therme Skin Care (2005) \| \| \| Claudia Häusler \| 17 de novembre de 1985 \| Equipe Nürnberger Versicherung (2008) \| \| \| Emma Pooley \| 3 de octubre de 1982 \| Team Specialized Designs for Women (2008) \| \| \| Carla Ryan \| 21 de setembre de 1985 \| \| \| \| Pascale Schnider \| 18 de octubre de 1984 \| \| \| \| Patricia Schwager \| 6 de desembre de 1983 \| ELK Haus Nö (2006) \| \| \| Christiane Soeder \| 15 de gener de 1975 \| \| \| \| Élodie Touffet (1 de gen–31 de març) \| 17 de febrer de 1980 \| Gauss RDZ Ormu (2008) \| \| \| Kirsten Wild \| 15 de octubre de 1982 \| AA Drink-Cycling Team (2008) \| \| \| \| \| \| \| \| Font: UCI \| \| \| \| |                        |                                           |  |
| Llista de l'equip 2009 |                        |                                           |  |
| Ciclista | Data de naixement      | Equip previ                               |  |
| Katharina Alberti | 27 de maig de 1984     |                                           |  |
| Kristin Armstrong | 11 de agost de 1973    | Team Lipton (2007)                        |  |
| Émilie Aubry (1 de abr–31 de des) | 16 de febrer de 1989   |                                           |  |
| Regina Bruins | 7 de octubre de 1986   | Ton Van Bemmelen-Odysis (2008)            |  |
| Lieselot Decroix | 12 de maig de 1987     | Lotto-Belisol Ladiesteam (2008)           |  |
| Sandra Dietl | 7 de setembre de 1983  | Team Stuttgart (2008)                     |  |
| Sarah Düster | 10 de juliol de 1982   | Therme Skin Care (2005)                   |  |
| Claudia Häusler | 17 de novembre de 1985 | Equipe Nürnberger Versicherung (2008)     |  |
| Emma Pooley | 3 de octubre de 1982   | Team Specialized Designs for Women (2008) |  |
| Carla Ryan | 21 de setembre de 1985 |                                           |  |
| Pascale Schnider | 18 de octubre de 1984  |                                           |  |
| Patricia Schwager | 6 de desembre de 1983  | ELK Haus Nö (2006)                        |  |
| Christiane Soeder | 15 de gener de 1975    |                                           |  |
| Élodie Touffet (1 de gen–31 de març) | 17 de febrer de 1980   | Gauss RDZ Ormu (2008)                     |  |
| Kirsten Wild | 15 de octubre de 1982  | AA Drink-Cycling Team (2008)              |  |
| |                        |                                           |  |
| Font: UCI |                        |                                           |  |

| \| Llista de l'equip 2010 \| Llista de l'equip 2010 \| Llista de l'equip 2010 \| Llista de l'equip 2010 \| \| Ciclista \| Data de naixement \| Equip previ \| \| \| ---------------------- \| ---------------------- \| ----------------------------------------- \| ---------------------- \| \| Lizzie Armitstead \| 18 de desembre de 1988 \| Lotto-Belisol Ladiesteam (2009) \| \| \| Émilie Aubry \| 16 de febrer de 1989 \| \| \| \| Charlotte Becker \| 19 de maig de 1983 \| Equipe Nürnberger Versicherung (2009) \| \| \| Regina Bruins \| 7 de octubre de 1986 \| Ton Van Bemmelen-Odysis (2008) \| \| \| Lieselot Decroix \| 12 de maig de 1987 \| Lotto-Belisol Ladiesteam (2008) \| \| \| Sarah Düster \| 10 de juliol de 1982 \| Therme Skin Care (2005) \| \| \| Sharon Laws \| 7 de juliol de 1974 \| \| \| \| Claudia Häusler \| 17 de novembre de 1985 \| Equipe Nürnberger Versicherung (2008) \| \| \| Mirjam Melchers \| 26 de setembre de 1975 \| Flexpoint (2009) \| \| \| Emma Pooley \| 3 de octubre de 1982 \| Team Specialized Designs for Women (2008) \| \| \| Carla Ryan \| 21 de setembre de 1985 \| \| \| \| Patricia Schwager \| 6 de desembre de 1983 \| ELK Haus Nö (2006) \| \| \| Iris Slappendel \| 18 de febrer de 1985 \| Flexpoint (2009) \| \| \| Kirsten Wild \| 15 de octubre de 1982 \| AA Drink-Cycling Team (2008) \| \| \| \| \| \| \| \| Font: UCI \| \| \| \| |                        |                                           |  |
| Llista de l'equip 2010 |                        |                                           |  |
| Ciclista | Data de naixement      | Equip previ                               |  |
| Lizzie Armitstead | 18 de desembre de 1988 | Lotto-Belisol Ladiesteam (2009)           |  |
| Émilie Aubry | 16 de febrer de 1989   |                                           |  |
| Charlotte Becker | 19 de maig de 1983     | Equipe Nürnberger Versicherung (2009)     |  |
| Regina Bruins | 7 de octubre de 1986   | Ton Van Bemmelen-Odysis (2008)            |  |
| Lieselot Decroix | 12 de maig de 1987     | Lotto-Belisol Ladiesteam (2008)           |  |
| Sarah Düster | 10 de juliol de 1982   | Therme Skin Care (2005)                   |  |
| Sharon Laws | 7 de juliol de 1974    |                                           |  |
| Claudia Häusler | 17 de novembre de 1985 | Equipe Nürnberger Versicherung (2008)     |  |
| Mirjam Melchers | 26 de setembre de 1975 | Flexpoint (2009)                          |  |
| Emma Pooley | 3 de octubre de 1982   | Team Specialized Designs for Women (2008) |  |
| Carla Ryan | 21 de setembre de 1985 |                                           |  |
| Patricia Schwager | 6 de desembre de 1983  | ELK Haus Nö (2006)                        |  |
| Iris Slappendel | 18 de febrer de 1985   | Flexpoint (2009)                          |  |
| Kirsten Wild | 15 de octubre de 1982  | AA Drink-Cycling Team (2008)              |  |
| |                        |                                           |  |
| Font: UCI |                        |                                           |  |

| \| Llista de l'equip 2011 \| Llista de l'equip 2011 \| Llista de l'equip 2011 \| Llista de l'equip 2011 \| \| Ciclista \| Data de naixement \| Equip previ \| \| \| ------------------------------------------------- \| ---------------------- \| ----------------------------------------- \| ---------------------- \| \| Lizzie Armitstead \| 18 de desembre de 1988 \| Lotto-Belisol Ladiesteam (2009) \| \| \| Noemi Cantele \| 17 de juliol de 1981 \| HTC-Columbia Women (2010) \| \| \| Jessie Daams \| 28 de maig de 1990 \| Topsport Vlaanderen-Thompson (2010) \| \| \| Sharon Laws \| 7 de juliol de 1974 \| \| \| \| Lucy Martin \| 5 de maig de 1990 \| \| \| \| Emma Pooley \| 3 de octubre de 1982 \| Team Specialized Designs for Women (2008) \| \| \| Alexis Rhodes \| 1 de desembre de 1984 \| Webcor Builders (2009) \| \| \| Carla Ryan \| 21 de setembre de 1985 \| \| \| \| Trine Schmidt \| 3 de juny de 1988 \| Hitec Products-UCK (2010) \| \| \| Iris Slappendel \| 18 de febrer de 1985 \| Flexpoint (2009) \| \| \| Sarah Lena Hofmann (1 de ago–31 de des, aprenent) \| 24 de abril de 1992 \| \| \| \| \| \| \| \| \| Font: UCI \| \| \| \| |                        |                                           |  |
| Llista de l'equip 2011 |                        |                                           |  |
| Ciclista | Data de naixement      | Equip previ                               |  |
| Lizzie Armitstead | 18 de desembre de 1988 | Lotto-Belisol Ladiesteam (2009)           |  |
| Noemi Cantele | 17 de juliol de 1981   | HTC-Columbia Women (2010)                 |  |
| Jessie Daams | 28 de maig de 1990     | Topsport Vlaanderen-Thompson (2010)       |  |
| Sharon Laws | 7 de juliol de 1974    |                                           |  |
| Lucy Martin | 5 de maig de 1990      |                                           |  |
| Emma Pooley | 3 de octubre de 1982   | Team Specialized Designs for Women (2008) |  |
| Alexis Rhodes | 1 de desembre de 1984  | Webcor Builders (2009)                    |  |
| Carla Ryan | 21 de setembre de 1985 |                                           |  |
| Trine Schmidt | 3 de juny de 1988      | Hitec Products-UCK (2010)                 |  |
| Iris Slappendel | 18 de febrer de 1985   | Flexpoint (2009)                          |  |
| Sarah Lena Hofmann (1 de ago–31 de des, aprenent) | 24 de abril de 1992    |                                           |  |
| |                        |                                           |  |
| Font: UCI |                        |                                           |  |